# Wij houden van Oranje
Wij houden van Oranje (Amamos a la Naranja, en holandés) es el título de un himno holandés de fútbol escrito por el cantante holandés André Hazes. La melodía está basada en la canción escocesa Auld Lang Syne, escrita por Robert Burns. El nombre de la canción deriva de que el apodo del equipo de fútbol de Holanda es La Naranja Mecánica, además de que el naranja es el color de la Casa Real Holandesa. André Hazes cantó esta canción por primera vez en la Eurocopa de 1988. Se ha dicho que los jugadores no pueden cantar el Himno Nacional de Holanda, pero sí la canción de Wij houden van Oranje.

## Letra
A continuación, se presenta la letra original de la canción en holandés, así como su traducción al español:
| Samen zijn we sterk. Eendracht maakt machtig. Hoe een klein land groot kan zijn. is dat niet prachtig? Nederland oh Nederland. Jij bent de kampioen. Wij houden van Oranje. Om zijn daden en zijn doen. Straks als het Rood-Wit-Blauw. Voor ons wordt gehesen. Dan zijn wij 'n groot gezin. Met goud zijn wij geprezen. Nederland oh Nederland. Jij bent de kampioen. Wij houden van Oranje. Om zijn daden en zijn doen. Van de tribune klinkt het Wilhelmus. Nu nog mooier dan voorheen. Och wie laat geen tranen. Nederland oh Nederland. Jij bent de kampioen. Wij houden van Oranje. Om zijn daden en zijn doen. Wij houden van Oranje. 't Is de ware kampioen. |  | Juntos somos fuertes. La unión hace la fuerza. Cómo un país pequeño puede ser tan grande. ¿No es hermoso? Holanda, oh, Holanda. Eres el campeón. Amamos a la Naranja. Por sus logros y acciones. Después, el rojo-blanco-azul. será alzado para nosotros. Entonces somos una gran familia. Somos elogiados con el oro. Holanda, oh, Holanda. Eres el campeón. Amamos a la Naranja. Por sus logros y acciones. Desde la tribuna suena el Wilhelmus. Ahora más hermoso incluso que antes. Oh, ¿Quién no rompe en llanto? Holanda, oh, Holanda. Eres el campeón. Amamos a la Naranja. Por sus logros y acciones. Amamos a la Naranja. Es el verdadero campeón. |

- Datos: Q2382137